# American Council of Learned Societies
Der American Council of Learned Societies (ACLS) wurde 1919 gegründet, um die Vereinigten Staaten innerhalb der Union Académique Internationale (International Union of Academies) zu vertreten. Die Gründungsmitglieder des ACLS waren Repräsentanten von dreizehn wissenschaftlichen Vereinigungen, die überzeugt waren, dass ein Zusammenschluss dieser wissenschaftlichen Organisationen am Ende des Ersten Weltkriegs das demokratische Ethos und die intellektuellen Hoffnungen der USA am besten repräsentieren würden.
Die Satzung des ACLS bezeichnet „die Förderung humanistischer Forschung auf allen Gebieten der Geistes- und Sozialwissenschaften“ als Hauptaufgabe des ACLS. 1926 vergab der ACLS Stipendien im Gegenwert von 4.500 US-Dollar, im Jahre 2012 war dieser Betrag auf mehr als 15 Millionen Dollar angewachsen.
Sitz ist New York City.